# HD 174262
HD 174262，又名BD+19 3798，SAO 104129、HR 7086，是一颗恒星，视星等为5.88，位于銀經50，銀緯9.22，其B1900.0坐标为赤經18h 44m 31.6s，赤緯+19° 9.22′ 59″。